# شورش‌های قبیله‌ای افغان طی ۱۹۴۴ تا ۱۹۴۷ میلادی
شورش‌های قبیله‌ای افغان در سال‌های ۱۹۴۴ تا ۱۹۴۷ میلادی که از آن به عنوان آشوب‌های خوست نیز یاد می‌گردد، به یک سلسله شورش‌های قبیله‌ای در پادشاهی افغانستان گفته می‌شود که از جانب قبایل «زدران»، «صافی» و «منگل» صورت گرفته و از فوریه ۱۹۴۴ تا ژانویه ۱۹۴۷ ادامه داشت. علل این شورش در بدتر شدن وضعیت دهقانان، تغییرات در قوانین خدمت اجباری نظامی، حذف رهبران قوم صافی از قدرت، وفاداری به امان‌الله، امتیازهای انحصاری تجارت، نظارت حکومت، مالیات و فقر نهفته بود. این جنگ زمانی آغاز شد که نیروهای دولتی با نیروی‌های یک رهبر قومی بنام مزرک وارد جنگ شدند، مزرک کسی بود، که قوم زدران را در این شورش رهبری می‌کرد. پس از این‌که قوم زدران قیام را آغاز نمودند، اقوام صافی و منگل نیز قیام را آغاز نموده و قوم صافی حتی پادشاه خود را انتخاب کردند که سلیمی نام داشت. فقیر اپی که یک رهبر قبیله‌ای در وزیرستان (در آن زمان بخشی از هند بریتانیایی) بود نیز در جنگ برای بازگرداندن شاه پیشین امان‌الله خان در کنار سایر قبایل به مبارزه پرداخت.
دولت افغانستان هواپیماهای هاوکر هایند را برای مقابله با شورشی‌ها اعزام کرد، این هواپیماها اوراق تبلیغاتی می‌انداختند، جنگجوهای قبایل را با تفنگ می‌کشتند و بمب‌های آتش زا می‌افکندند. مزرک در اواخر ۱۹۴۴ میلادی به هند بریتانیایی حمله کرد، هرچند وی در اثر بمباران هوایی هند بریتانیایی مجبور شد تا دوباره به افغانستان بازگردد. در جریان این شورش که مزرک آغاز کرده بود، سایر رهبران قبایل مانند سلطان احمد و عبدالرحمن (با نام مستعار «پاک») به وی ملحق شدند. محمد داوود خان در این جریان با قبیله صافی در شرق افغانستان در حال جنگ بود. قبیله صافی در ۱۹۴۵ به قیام آغاز کرد. قبیله صافی برای مدت ۱۴ روز کنر خاص را محاصره نموده بودند، اما چون نیروهای هوایی افغان به نیروهای آن منطقه غذا و مهمات تأمین می‌کردند این محاصره بی‌نتیجه بود. قبیله صافی در اواخر ۱۹۴۶ شکست داده شد و مزرک در ۱۱ ژانویه ۱۹۴۷ تسلیم شد و در نهایت شورش به پایان رسید.

## پس زمینه

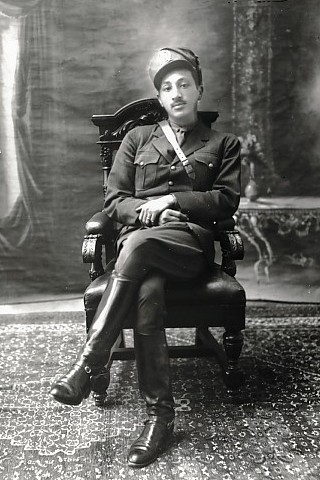
محمد ظاهرشاه طی شورش‌های قبیله‌ای ۱۹۴۴–۱۹۴۷ پادشاه شد.

از نظر الکساندر دیویدوف، علت این شورش‌ها در بدتر شدن وضعیت دهقانان نهفته بود. دهقانان و مالکان زمین ملزم بودند تا ثلث محصولات خود را به دولت مالیه بدهند، چیزی که از آن با عنوان سه‌کوتی یاد می‌گردید. آن‌ها همچنین مجبور بودند محصولات خود را به انبارهای دولت در ولسوالی‌های بار کنر (اسمار) و کوز کنر (خیوه) انتقال دهند. این انتقال محصولات در آن زمان تنها به‌واسطه حمل و نقل توسط حیوانات ممکن بود. مقامات مسئول در این انبارها معمولاً پذیرفتن محصولات آن‌ها را به دلیل خراب بودن کیفیتشان به تأخیر می‌انداختند. دهقانان و مالکین زمین برای اینکه بتوانند دیون خود را بپردازند مجبور می‌شدند تا رشوه بدهند. با این همه، حکومت جمهوری افغانستان (۱۹۷۳–۱۹۷۸) دهه‌ها بعد از شورش ادعا می‌کرد که زارعین از دولت افغانستان حمایت می‌کردند، اما قبیله صافی برای انتقام‌جویی از آن‌ها، خانه‌ها و تجارت زارعین را چپاول می‌کردند.
از نظر دیوید بی. ادوارد، علتی که در عقب شورش قبیله صافی نهفته بود، تغییر در قوانین خدمت اجباری نظامی برای قبیله صافی بود. قبل از این‌که شورش آغاز شود، طرزالعمل پذیرفته شده استخدام نظامیان برای سال‌های مدید روشی بود بنام طرزالعمل قومی یا قبیله‌ای که هر کدام از قبیله‌ها تعداد مشخصی از مردان را خود برای خدمت نظامی انتخاب می‌کردند؛ این مردان همیشه باهم و در مکانی که از خانه آن‌ها بیش از حد دور نباشد خدمت می‌کردند. با این حال، چند سال قبل از قیام، حکومت روی استفاده از سیستمی بنام نفوس تأکید داشت، که بر مبنای آن ارتش مستخدمین خود را مستقیماً از میان جمعیت و بدون مشاوره با هیچ قبیله‌ای انتخاب می‌نمود. سیستم قبلی برای قبیله‌ها سودمند بود، به‌ویژه برای رهبران آن‌ها، چون این رهبران قبایلی بودند که تصمیم می‌گرفتند چه کسی به خدمت نظامی برود. طرزالعمل جدید قدرت رهبران قبیله صافی را از آن‌ها سلب نمود و از این‌رو آن‌ها سرسختانه مقاومت کردند.
یکی از رهبران شورشی که مزرک نام داشت از بازگرداندن امان‌الله خان حمایت می‌کرد، شاهی که در جریان جنگ داخلی افغان (۱۹۲۸–۱۹۲۹) از سلطنت عزل شده بود.
بر اساس اسناد بریتانیایی، علت قیام قبیله صافی در تلاش‌های حکومت برای نهادینه سازی خدمت اجباری نظامی در میان قوم صافی، دادن امتیاز انحصاری تجارت به شرکت‌های تجاری افغان و نظارت دولت بر آن‌ها نهفته بود. با این حال، ویت میسون، قیام قبیله صافی را به «سیستم ظالمانه مالیات، ستم‌گری و فقر» نسبت می‌دهد.

## درگیری

### عملیات در ولایت جنوبی علیه مزرک

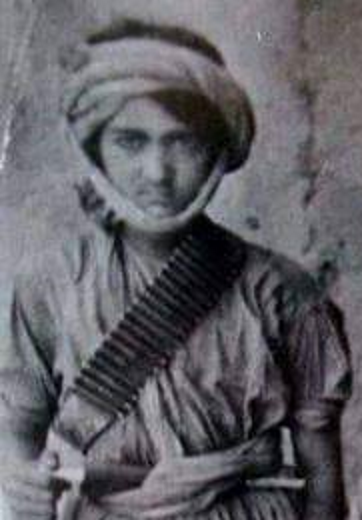
قیام اولیه در مقابل دولت در فوریه ۱۹۴۴ میلادی توسط مزرک زادران رهبری شد.

عملیاتی که به‌طور رسمی از آن با عنوان «عملیات در ولایت جنوبی علیه مزرک» یاد می‌شد در فوریه ۱۹۴۴ میلادی آغاز گردید. نظریات مختلفی در رابطه با چگونگی آغاز این جنگ وجود دارد. بر اساس اسناد بریتانیا، این جنگ پس از این‌که حکومت افغانستان نیروهای خود را به ولایت جنوبی انتقال داد تا حاکمیت خود را در آن منطقه مجدداً تحکیم نمایند، آغاز شد. این منطقه در آن زمان پناهگاه قاچاقچیان محسوب می‌گردید. نیروهای حکومتی در جریان راه توسط رهبر قبیله زدران بنام مزرک مورد حمله قرار گرفتند. براساس یک بررسی بعدی از جانب پاکستان، جنگ پس از آن آغاز شد که حکومت افغانستان به خانه تابستانی مزرک در تپه‌های تاراغاری و خانه زمستانی وی در آلمارا یورش برد، چون دولت مشکوک بود که مزرک عناصر وفادار به امان‌الله را پناه داده‌است. مزرک در جریان سه ماه بعدی، حمله‌های کوچکی را از فرمان‌دهی جدید خود در سرکوت رهبری می‌کرد. نیروهای حکومتی تلاش نمودند تا کوه آلمارا را در مارس ۱۹۴۴ میلادی تصرف نمایند، اما ناکام شدند.
مزرک پس از حمله حکومت افغانستان در ۲۲ آوریل ۱۹۴۴ مجبور شد تا به کوه‌ها عقب‌نشینی کند. حکومت افغانستان به تاریخ ۲۵ آپریل ۶ فروند هواپیمای هاوکر هایند را به گردیز فرستاد تا قیام را سرکوب نماید، این هواپیماها به تاریخ ۲۱ ژوئن بازگشتند. در جریان این عملیات، این هواپیماها تنها روی انداختن اوراق تبلیغاتی و بمب‌های آتش زا تمرکز داشتند. هیچ مواد منفجره بزرگ انداخته نشد، اما این هواپیماها در چندین روی‌داد مردمان قبیله دشمن را با سلاح به قتل رساندند. گفته می‌شود که ۲ تا ۳ قریه در جریان انداختن بمب‌های آتش زا تخریب گردید. هند بریتانیایی با درخواست حکومت افغانستان تدابیری را برای جلوگیری از مردمان قبیله وزیری برای کمک به مزرک اتخاذ نمود.
هیچ عملیات هوایی بزرگ در خلال ۱ اوت تا ۳۱ اکتبر ۱۹۴۴ از جانب حکومت افغانستان بر علیه مزرک انجام نشد، به‌جز از پروازهای اکتشافی. مزرک در این جریان در خانه یکی از مردمان قبایل محلی در آن سوی مرز پنهان شده بود و در معرض بمباران سنگین هند بریتانیایی قرار گرفت و مجبور شد، دوباره به اراضی افغانستان عقب‌نشینی کند. سلطان احمد که رئیس شورشی یک قبیله در بلوچستان بود در جریان مدت کوتاهی که که مزرک در هند بریتانیایی اقامت داشت، به وی ملحق شد. چندی بعد یک رهبر شورشی دیگر بنام مستعار پاک نیز به آن‌ها ملحق گردید.
ظهور ملنگ اسرارآمیز در نوامبر ۱۹۴۴ میلادی که خود را برادر امان‌الله می‌نامید برای مدت کوتاهی به اقبال مزرک افزود، اما فقدان پولی که مزرک بتواند با آن به قبایل رشوه بدهد، باعث گردید تا این جنبش با شکست روبرو شده و ملنگ نیز در مارس ۱۹۴۵ ناپدید شد. وضعیت حکومت افغانستان در این زمان برای نخستین‌بار پس از شورش ۱۹۳۸ غلجی‌ها به وخامت گراییده بود–ظرفیت هوایی آن‌ها به علت کمبود بمب محدود شده بود، منابع در میان ولایات جنوبی و شرقی تقسیم شده بود و مردم عام از گران‌بودن قیمت و کمبود مواد مصرفی ناراضی شده بودند. سایر عملیات هوایی علیه مزرک که شامل پروازهای اکتشافی و بمباران بود در دره کنر از تاریخ ۲۴ ژوئن تا ۳۱ اکتبر ۱۹۴۵ انجام شد. سلطان احمد در نوامبر همان سال تسلیم شد و تحت بازداشت به بلوچستان بازگردانده شد. مزرک علی‌رغم تسلیمی سلطان احمد به جنگ ادامه داد. در نهایت مزرک و برادر وی شیر محمد خان پس از دو و نیم سال جنگ با حکومت افغانستان به تاریخ ۱۱ ژانویه ۱۹۴۷ تسلیم شدند.

### قیام صافی
قبیله صافی قیام را در ۱۹۴۴ یا ۱۹۴۵ آغاز کردند. این قیام زمانی آغاز شد که میر سلام از فرمانی مبنی بر دست‌گیری رهبران قبیله صافی هر کدام سلطان محمد، عبدالقادر، میر سلام و محمود خان آگاه شد، میر سلام سپس سایر رهبران را از این امر آگاه ساخته و توانست یک قیام عمومی را در داوگال و بادل و سایر مکان‌ها برانگیزد. جنگ زمانی آغاز شد که شورشی‌های صافی نیروهای دولتی که به هدف گردآوری عساکر اجباری می‌رفتند را کمین زدند و آن‌ها را دستگیر نمودند.‏ ۴ فروند هواپیما در ۲۴ ژوئن ۱۹۴۵ به‌سوی جلال‌آباد اعزام شدند تا شورش صافی را سرکوب نمایند. بمب‌ها و آتش زاها به‌شدت قریه‌های صافی را تخریب نمودند. یک فروند هواپیما که مجهز به سه بمب، ۱ اسلحه ماشیندار و ۱ اسلحه لیویس بود در جریان عملیات علیه شورش صافی ناپدید شد. قریه‌های پچینیانو و تانار از جمله قریه‌های بودند که مورد بمباران قرار گرفتند. در جریان یک بمباران در قریه تانار، ۱۱ عضو یک خانواده کشته شدند و اعضای باقی‌مانده خانواده از ترس بمباران بیشتر نمی‌توانستند مرده‌های خود را در قبرستان قریه دفن کنند. در عوض آن‌ها مرده‌های خود را در مقابل خانه خود دفن کردند، که این قبرستان کوچک تا ۲۰۱۱ پابرجا بود. در جریان این شورش، این شایعه در میان قبیله صافی پخش شده بود که حکومت می‌خواهد زنان آن‌ها را به کابل برده و به تن‌فروشی سوق دهد. در میان جنگ‌جوهای پرشورتر شورشی، جوانان بسیار جوانی بودند که از جنگ با حکومت بیشتر سود می‌کردند تا ضرر. قبیله صافی برای خود یک پادشاه بنام سلیمی، یک نخست‌وزیر بنام (امانت لیوان) و یک وزیر دفاع (امان الملک) انتخاب کردند.
برخی اسناد معاصر در بریتانیا گزارش داده‌اند که سه پادشاه گل (نوه‌های آخونِ صوات) در حمایت از حکومت کابل فعال بودند، در حالی‌که گل صاحبِ بابرا به‌طور مخفی از پیروان خود در چهار منگ و باجاور می‌خواست تا از صافی‌ها حمایت کنند. هرچند، شواهد بیشتری مرتبط به آن یافت نشده‌است.
حکومت افغانستان مردمان قبایل نورستانی و شینواری را مسلح کرد، تا علیه قبیله صافی جنگ کنند.